# Emma Rothschild
Emma Georgina Rothschild-Sen (London, Engleska, 16. svibnja 1948.), britanska povjesničarka ekonomije i profesorica na Harvardskom sveučilištu. Voditeljica je Zajedničkog centra za povijest i ekonomiju na Harvardu i počasni predavač povijesti i ekonomije na Sveučilištu u Cambridgeu. Bila je predsjedateljica britanskog Vijeća za znanost i tehnologiju i odbora za društvene znanosti i umjetnost u odnosu na znanost i tehnologiju (1999. – 2001.), UN-ova Instituta za društveni razvoj (1999. – 2005.), član Odbora UN-ove zaklade (1998. – 2015.), guverner Nacionalnog instituta za ekonomiju i socijalno istraživanje (od 1996.) te članica mnogih drugih institucija i organizacija.
Pripadnica je britanskog ogranka bogate i moćne obitelji Rothschilda i povjerenica Rothschildovog arhiva (Rothschild Archive) za istraživanje povijesti obitelji Rothschilda.

## Životopis
Rođena je u Londonu u obitelji Nathaniela Mayera Victora Rothschilda, baruna Rothschilda (1910. – 1990.) i Therese Georgine Mayor, lady Rothschild (1915. – 1996.). S petnaest godina, postala je najmlađa ženska osoba primljena na koledž Somerville na Sveučilištu u Oxfordu, gdje je 1967. godine diplomirala filozofiju, politiku i ekonomiju. Bila je Kennedyjeva stipendistica iz ekonomije na Odjelu za društvene znanosti i programu za znanost, tehnologiju i društvo Tehnološkog instituta u Massachusettsu (MIT), a predavala je i na École des hautes études en sciences sociales (EHESS) u Parizu, Francuska.
Godine 1991. udala se za ekonomista i dobitnika Nobelove nagrade Amartyu Sena (r. 1933.).

## Vanjske poveznice
- Emma Georgina Rothschild (1948.-) - family.rothschildarchive.org (engl.)
- Emma Rothschild - history.fas.harvard.edu (engl.)
- Emma Rothschild - University of Cambridge  Arhivirana inačica izvorne stranice od 28. kolovoza 2019. (Wayback Machine) (engl.)